# 国立台南大学
国立台南大学（こくりつたいなんだいがく、英語: National University of Tainan、公用語表記: 國立臺南大學）は、台湾台南市中西区樹林街二段33番に本部を置く中華民国の国立大学。1898年創立、2004年大学設置。大学の略称は台南大学、南大、NUTN。

## 概観

### 大学全体
台南大学の前身は1898年に設立された「台南師範学校」であり、2004年に「国立台南大学」と改められた。モットーは仁智誠正、在校生5,492人。

## 歴史
| 年     | 月日   | 事跡                                             |
| ------ | ------ | ------------------------------------------------ |
| 1898年 | 4月1日 | 「台湾総督府台南師範学校」が設立される           |
| 1903年 | -      | 資金不足により一時閉鎖                           |
| 1918年 | -      | 「台湾総督府国語学校台南分校」として赤崁楼で再開 |
| 1919年 | -      | 「台湾総督府台南師範学校」と改称                 |
| 1922年 | -      | 現所在地に移転                                   |
| 1945年 | -      | 「台湾省立台南師範学校」と改称                   |
| 1962年 | -      | 「台湾省立台南師範専科学校」と改称               |
| 1987年 | 7月1日 | 「台湾省立台南師範学院」として改編               |
| 1991年 | 7月1日 | 「国立台南師範学院」と改称                       |
| 2004年 | 8月1日 | 「国立台南大学」として改編                       |

## 基礎データ

### 所在地
- 府城キャンパス（台南市中西区樹林街二段33）
- 栄誉キャンパス（台南市東区栄誉街67）
- 七股キャンパス（台南市七股区）
- 文化キャンパス（台南市東区）

## 組織
| | |
| - 教育学部 - 教育経営管理研究所 - 試験統計研究所 - 教育学系 - 特殊教育学系 - 幼児教育学系 - 体育学系 - 諮商輔導学系 - 人文学部 - 文化自然資源学系 - 行政管理学系 - 中国語文学系 - 英文学系 - 台湾文化研究所 - 演劇研究所 - 社会科教育学系 - 語文教育学系 - 音楽教育学系 - 美術学系 | - 理工学部 - 生態旅行研究所 - 情報教育研究所 - 環境生態研究所 - 科学技術管理研究所 - 通信工学研究所 - システム工学研究所 - 材料科学系 - 数学教育学系 - デジタル学習テクノロジー学系 - 情報工学系 - バイオ工学系 - 電子工学系 - 環境エネルギー学系 - 環境と生態学部 - 生態旅行研究所 - 環境生態研究所 - バイオテクノロジー学系 - 環境エネルギー学系 |

## 教員

### 歴代校長
| 区分                       | 代         | 氏名       | 任期           |
| -------------------------- | ---------- | ---------- | -------------- |
| 総督府師学                 | 初代       | 沢村勝支   | 1898年～1903年 |
| 総督師学                   | 第2代      | 隈本繁吉   | 1918年～1919年 |
| 総督師学                   | 第3代      | 志保田鉎吉 | 1919年～1922年 |
| 総督師学                   | 第4代      | 田中友二郎 | 1922年～1935年 |
| 総督師学                   | 第5代      | 本田乙之進 | 1935年～1945年 |
| 師範学校                   | 初代       | 張忠仁     | 1946年～1950年 |
| 師範学校                   | 第2代      | 呉鼎       | 1950年～1952年 |
| 師範学校                   | 第3代      | 朱匯森     | 1952年～1958年 |
| 師範学校 師範専科          | 第4代 初代 | 羅人杰     | 1958年～1967年 |
| 師範専科                   | 第2代      | 黄金鰲     | 1967年～1972年 |
| 師範専科                   | 第3代      | 耿相曽     | 1972年～1984年 |
| 師範専科 省立師院 台南大学 | 第4代 初代 | 陳英豪     | 1984年～1992年 |
| 台南大学                   | 第2代      | 呉鉄雄     | 1992年～2001年 |
| 台南大学                   | 第3代      | 陳震東     | 2001年～2002年 |
| 台南大学                   | 第4代      | 黄政傑     | 2002年～2006年 |
| 台南大学                   | 第５代     | 黃秀霜     | 2006年～2015年 |
| 台南大学                   | 第６代     | 黃宗顯     | 2015年～現在   |

## 主な出身者
- 富永一朗（漫画家 台南師範学校卒業）
- 皇宇 (ZECO)（漫画家・イラストレーター、国立台南師範学院卒業）